# Податковий менеджмент
Податковий менеджмент — комплекс трьох взаємодіючих фінансово-бюджетних сфер діяльності, який регламентований особливими правовими нормами всього арсеналу законодавчих актів держави, і визначає:
1) встановлення та оцінку планових, фактично виконаних і прогнозованих обсягів податкових зобов'язань суб'єктів податкових правовідносин;
2) прийняття науково-обґрунтованих важелів поточного втручання в хід виконання бюджетів держави стимулюючого характеру;
3) санкційні міри випливу з боку держави при порушенні норм податкового законодавства.

Податковий менеджмент необхідно розглядати у трьох аспектах:
- як систему управління податками;
- як визначену категорію людей, соціальний прошарок тих, хто здійснює роботу з управління податками;
- як форму підприємництва (корпоративний та персональний податковий менеджмент).

Державний податковий менеджмент — система державного управління оподаткуванням, до складу якої входять законодавчі та адміністративні органи. Ця система включає сукупність норм та правил, які регламентують податкові дії, а також відповідальність за порушення податкового законодавства.

До основних завдань державного податкового менеджменту прийнято відносити наступні:
- забезпечення мобілізації грошових надходжень для виконання дохідної частини бюджетів;
- прогнозування обсягів податкових надходжень на перспективу на основі прогнозних розрахунків росту доходів підприємств, галузей економіки;
- розробка нових концепцій оподаткування, які сприяють розвитку бізнесу без шкоди для державних соціальних програм.

Основними складовими державного податкового менеджменту є: податкове прогнозування та планування, податкове регулювання та податковий контроль.